# 常泉寺 (秩父市)

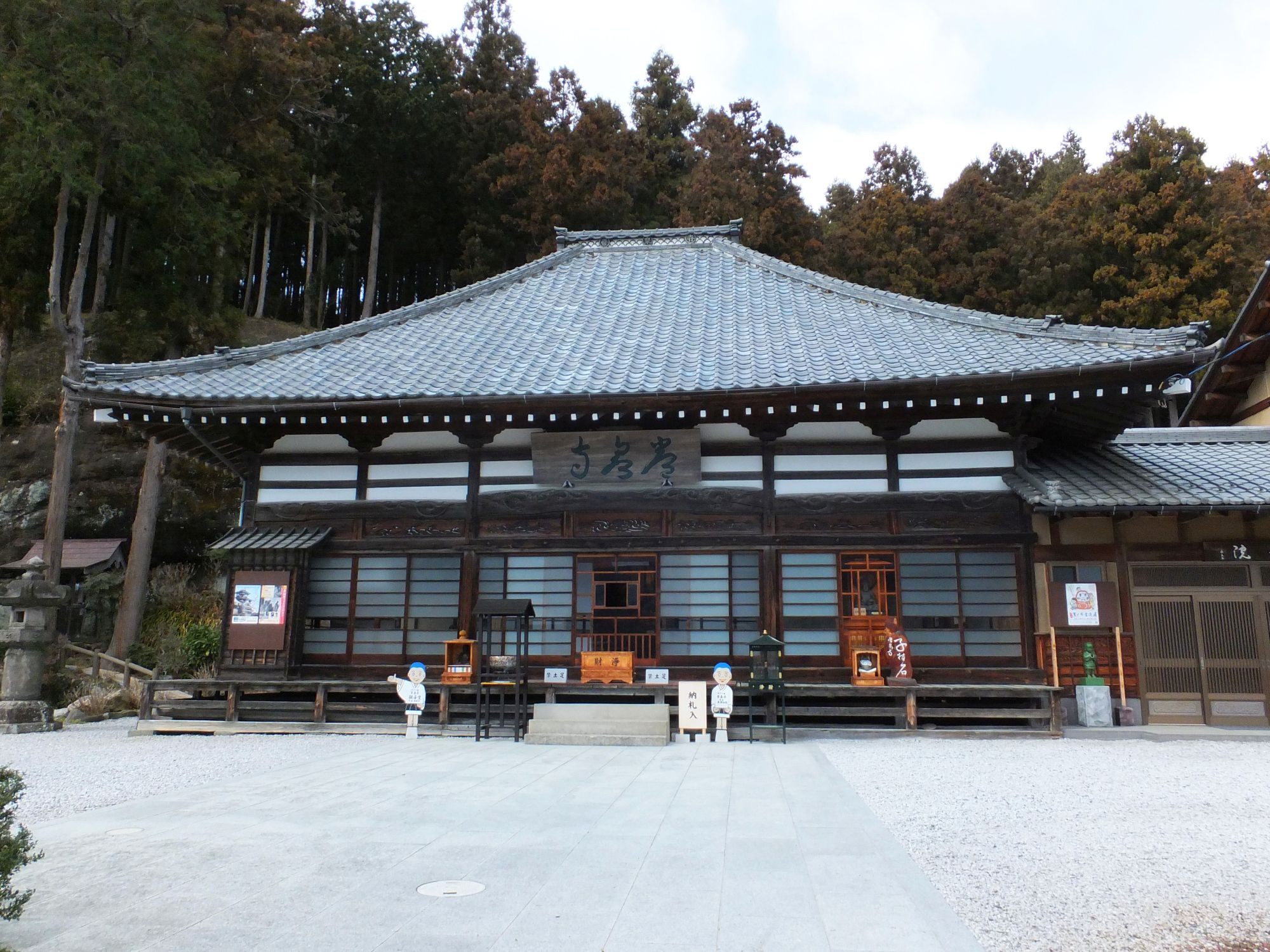
本堂

常泉寺（じょうせんじ）は埼玉県秩父市にある曹洞宗の寺院で、山号は岩本山と号する。秩父札所の第三番であり、また、秩父市の史跡に指定されている。
本尊真言：おん あろりきゃ そわか
ご詠歌：補陀洛は岩本寺と拝むべし 峰の松風ひびく滝津瀬

## 歴史
1234年（文暦元年）3月18日、覚了和尚の開山と伝わり、当初は高篠山の中腹の岩窟に所在したと推定されている。その後、当地の名主堀内、家が現在地に建立し札所を移したと伝わっている。1847年（弘化4年）の火災で本堂が焼失したが、1858年（安政5年）に再建されている。また、本堂左手の観音堂は、1870年（明治3年）に秩父神社境内にあった蔵福寺の薬師堂を移築したものであり、宝形屋根、三間四面の構造である。

## 文化財
聖観音立像
当寺の本尊。一木造り（高さ97.3 cm）で室町時代の作。。

## 交通
- 西武秩父駅または秩父駅より西武観光バス「定峰・皆野駅ゆき」にて「山田」下車 徒歩10分
- 二番札所真福寺より徒歩50分[1]

## 前後の札所
秩父札所（江戸巡礼古道）
2 真福寺 -- (2.5km：光明寺経由)-- 3 常泉寺 -- (1.4km)-- 4 金昌寺